# České středohoří
České středohoří (tyska: Böhmische Mittelgebirge) är en bergskedja i Tjeckien. Den ligger i den nordvästra delen av landet, 60 km norr om huvudstaden Prag.
Den högsta toppen är Sedlo, 726 meter över havet.
Topografiskt ingår följande toppar i České středohoří:
- Buková hora
- Hradiště u Hlinné
- Jedlová
- Kalich
- Kočiši vrch
- Kohout
- Kozel
- Králův vrch
- Kukla
- Matrelik
- Na Korune
- Netterskoppe
- Plešivec
- Pohorsky vrch
- Sedlo
- Stráž
- Trpasličí kameny
- Varhošť
- Velký Chlum
- Vysoký Ostrý